# Preda Drugănescu
Preda Drugănescu a fost un haiduc vestit în zona Vâlcei. A intrat în rândurile armatei lui Tudor Vladimirescu și a devenit căpitan de panduri. A făcut parte din cetele de haiduci care au hotărât să lupte la Drăgășani, dar a murit vitejește în luptă.